# Middlesex and Boston Street Railway
Die Middlesex and Boston Street Railway (M&B) war eine Straßenbahn- und später Busgesellschaft im Westen der Stadt Boston im Bundesstaat Massachusetts der Vereinigten Staaten. Die Straßenbahnen der Gesellschaft fuhren zuletzt im Jahr 1930. Die M&B wurde 1972 mit der Massachusetts Bay Transportation Authority (MBTA) verschmolzen.

## Geschichte
Die Gesellschaft wurde als Natick Electric Street Railway am 10. August 1891 gegründet und 1893 in South Middlesex Street Railway umbenannt. Nach dem Bankrott wurde am 6. Mai 1903 ein Konkursverwalter eingesetzt, der die Reste des Unternehmens am 15. August 1907 an die neu gegründete Middlesex and Boston Street Railway verkaufte. 1910 kaufte die Holding Boston Suburban Electric Companies die M&B mit allen Unternehmensbestandteilen.
Im September 1964 begann die MBTA mit der finanziellen Bezuschussung der M&B und vergab Liniennummern an deren Busse. Eine Vereinbarung zur Förderung der M&B durch die MBTA wurde am 23. Dezember 1964 unterzeichnet. Am 5. Juli 1972 folgte die vollständige Übernahme der M&B durch die MBTA, nachdem die M&B ihren Betrieb am 30. Juni desselben Jahres nach Streitigkeiten um die Subventionierung eingestellt hatte. Die übernommenen Linien wurden neu nummeriert, indem die Ziffer „5“ an den Anfang gestellt wurde. 1982 und 1996 wurden sie erneut neu nummeriert.
Heute existieren noch ein Lexington-Straßenbahnwagen (#41) und ein ACF Brill Bus aus dem Jahr 1948 (#192), die aus der Zeit der M&B gerettet wurden. Beide können im Seashore Trolley Museum in Kennebunkport besichtigt werden.

## Ehemalige Linien der M&B

### Auburndale-Lake Street via Commonwealth Avenue
Die 1895 eröffnete Commonwealth Avenue Street Railway wurde am 1. Januar 1904 in die Newton Street Railway integriert; diese wiederum verschmolz am 1. Juli 1909 mit der M&B. Die Linie fuhr auf der gesamten Länge des Trennstreifens der Commonwealth Avenue in Newton vom Norumbega Park am westlichen Ende bis zu einer Verbindung zur Boston Elevated Railway an der Lake Street am östlichen Ende, wo heute noch die Green Line B an der Station Boston College endet.
Der am 17. Juni 1897 eröffnete Norumbega Park war ein Freizeitpark, der von der M&B gebaut wurde, um die Passagierzahlen auf ihren Straßenbahnlinien zu erhöhen. Der Park schloss 1964, lange nachdem die letzte Straßenbahnlinie der M&B im Jahr 1930 durch Busse ersetzt worden war.
Zuletzt war dies die Busroute 35 Auburndale-Lake Street, die mit der Übernahme durch die MBTA zur 535 Auburndale-Boston College via Commonwealth Avenue wurde. Die MBTA-Busse auf dieser Linie fuhren ausschließlich zur Hauptverkehrszeit von Januar 1973 bis zur Einstellung der Linie im Jahr 1976.

### Bedford-Lowell
Von Bedford aus fuhren Wagen alle 15 Minuten im Sommer bzw. alle 30 Minuten im Winter nach
- Boston über Lexington mit einem Umstieg in Arlington Heights
- Maynard und Hudson mit einem Umstieg in Concord
- Lowell mit einem Umstieg in Billerica

Die Tarifgrenzen verliefen entlang der Stadtgrenzen von Bedford mit Lexington, Concord und Billerica.
Von Lexington aus führte die Linie über die Bedford Street und Great Road, um sich über die Loomis Street und South Road mit der Station der Boston and Maine Railroad zu verbinden. Ein Ausweichgleis befand sich an der Nordseite des Bedford Common.
In Lexington gab es analog zum Norumbega Park ebenfalls einen Freizeitpark, um die Passagierzahlen auf der Linie zu erhöhen.

### Bedford-Concord
Die Linie hat heute keine Entsprechung mehr.

### Lexington-Woburn
Die Linie führte von der Massachusetts Avenue in Lexington über die Woburn Street und Lexington Street bis zur B&M-Station in Woburn.

### Needham-Watertown
Siehe Newton and Boston Street Railway.

### Newton Corner-Central Square Waltham
Die Linie hat heute keine Entsprechung mehr.

### Newton Corner-Riverside
Heutige Buslinie 27 Newton Corner-Riverside via Auburndale and Central Square Waltham.

### Waltham Center-Lexington Center
Heutige Buslinie 25 Waltham Center-Lexington Center via Lexington Street.

### Waltham-Newton
Die Waltham and Newton Street Railway wurde am 13. Juli 1866 gegründet und nahm am 31. August 1868 ihren Betrieb auf. Ihre Gleise führten westlich von Waltham über die Straßen Main, Moody und Crescent bis zur Linie in Newton. Von dort aus ging es weiter über die Straßen Lexington, River, Elm und Washington bis zur Endstation an der Highland Street in Newton.
Im Jahr 1889 kaufte die Newton Street Railway die Linie und wurde selbst am 1. Juli 1909 von der M&B gekauft. Aus der Linie wurde später ein großer Teil der Buslinie 20 Newton Corner-Riverside via Roberts and Central Square Waltham, die heute durch die Linie 553 Roberts-Downtown Boston via Newton Corner and Central Square Waltham gefahren wird. 

### Watertown Square-Waltham
Heutige Buslinie 23 Watertown Square - Stow & Main Street Waltham.

### Wayland-South Natick
Heutige Buslinie 36 Wayland-South Natick.